# 闽北起义
闽北起义或称上梅农民起义、上梅农民暴动、崇安农民起义等，是中国共产党在福建省北部地区发动的一系列农民暴动。
中共八七会议确定了实行土地革命和武装起义推翻国民政府统治的总方针后，中共闽北临时特委和福建临时省委指导下的崇安县委，于1928年9月28日开始到1930年5月在崇安上梅为中心发动的一系列农民暴动。暴动的领导人依次分别为福建临时省委常委和闽北临时特委书记陈昭礼、崇安县委书记徐履峻、陈耿、和福建省委秘书长和闽北特委书记杨峻德等。

## 闽北起义之结果
- 1929年10月

中国工农红军第五十五团成立，陈耿为团长。
- 1930年5月

在下屯乡成立闽北第一个苏维埃政权-崇安县苏维埃政府，陈耿兼任苏维埃执行委员和军事委员会主席。
- 1983年

潘汉年冤案正式获得平反。
- 1985年8月12日

中共福建省委、省政府和福州市委、市政府在文林山烈士陵园隆重举行“陈希周骨灰安放仪式”。
- 1992年

陈昭礼殉难处也建立了纪念碑。
1. ↑  . （原始内容存档于2018-08-31）.